# マーシャル郡 (ミネソタ州)
マーシャル郡 (Marshall County) はアメリカ合衆国ミネソタ州に位置する郡である。2000年現在、人口は10,155人である。ここの郡庁所在地はウォーレンである。

## 地理
アメリカ合衆国統計局によると、この郡は総面積4,695 km2 (1,813 mi2) である。このうち4,590 km2 (1,772 mi2) が陸地で105 km2 (41 mi2) が水地域である。総面積の2.24%が水地域となっている。

### 隣接する郡
- キットソン郡、ロゾー郡  (北)
- ベルトラミー郡  (東)
- ペニントン郡、ポーク郡  (南)
- グランドフォークス郡 (ノースダコタ州)  (南西)
- ウォルシュ郡 (ノースダコタ州)  (西)
- ペンビナ郡 (ノースダコタ州)  (北西)

## 人口動勢
2000年現在の国勢調査で、この郡は人口10,155人、4,101世帯、及び2,837家族が暮らしている。人口密度は2/km2 (6/mi2) である。1/km2 (3/mi2) の平均的な密度に4,791軒の住宅が建っている。この都市の人種的な構成は白人97.22%、アフリカン・アメリカン0.10%、先住民0.29%、アジア0.17%、太平洋諸島系0.00%、その他の人種1.62%、及び混血0.60%である。ここの人口の2.93%はヒスパニックまたはラテン系である。
この郡内の住民は25.40%が18歳未満の未成年、18歳以上24歳以下が6.70%、25歳以上44歳以下が24.70%、45歳以上64歳以下が24.70%、及び65歳以上が18.50%にわたっている。中央値年齢は40歳である。女性100人ごとに対して男性は103.20人である。18歳以上の女性100人ごとに対して男性は102.10人である。
この郡内の世帯ごとの平均的な収入は34,804米ドルであり、家族ごとの平均的な収入は41,908米ドルである。男性は30,051米ドルに対して女性は20,600米ドルの平均的な収入がある。この郡の一人当たりの収入 (per capita income) は16,317米ドルである。人口の9.80%及び家族の6.90%は貧困線以下である。全人口のうち18歳未満の11.30%及び65歳以上の12.80%は貧困線以下の生活を送っている。

## 都市及び町

### 都市
- Alvarado
- Argyle
- Grygla
- Holt
- ミドルリバー
- ニューフォルデン
- オスロ
- Stephen
- Strandquist
- Viking
- ウォーレン

### 郡区
- Agder Township
- Alma Township
- Augsburg Township
- ビッグウッズ郡区
- ブルーマー郡区
- ボックスビル郡区
- Cedar Township
- コモ郡区
- コムストック郡区
- Donnelly Township
- イーグルポイント郡区
- イーストパーク郡区
- East Valley Township
- Eckvoll Township
- Espelie Township
- エクセル郡区
- Foldahl Township
- フォーク郡区
- グランドプレーン郡区
- Holt Township
- Huntly Township
- Lincoln Township
- Linsell Township
- マーシュグローブ郡区
- McCrea Township
- ミドルリバー郡区
- ムースリバー郡区
- Moylan Township
- ネルソンパーク郡区
- ニューフォルデン郡区
- ニューメイン郡区
- New Solum Township
- オークパーク郡区
- Parker Township
- Rollis Township
- Sinnott Township
- Spruce Valley Township
- Tamarac Township
- Thief Lake Township
- Valley Township
- Vega Township
- Veldt Township
- Viking Township
- Wanger Township
- Warrenton Township
- West Valley Township
- ホワイトフォート郡区
- ライト郡区

### 組織されていない
- Mud Lake

1. ↑   Find a County, National Association of Counties 2011年6月7日閲覧。
2. ↑   American FactFinder, United States Census Bureau 2008年1月31日閲覧。